# Acesulfam K
Acesulfam K er et kunstigt sødemiddel, der ikke har nogen fysiologisk brændværdi og sælges med navne som Sunett og Sweet One. Det har E-nummer E950 og blev opdaget ved et tilfælde i 1967.
Acesulfam K søder 130-200 gange mere end sukrose (almindeligt hvidt sukker) og anvendes i læskedrikke – f.eks. som erstatning for almindeligt sukker.
Sødemidlet bruges ofte i kombination med Aspartam hvor stofferne skjuler hinandens bitre eftersmag.